# ماتيلد أوليفييه
ماتيلد أوليفييه (بالفرنسية: Mathilde Ollivier) هي ممثلة فرنسية ولدت بتاريخ 1995 في باريس.

## أعمالها
أبرز أعمالها هو فيلم أوفرلورد.

## وصلات خارجية
- ماتيلد أوليفييه على موقع IMDb (الإنجليزية)
- ماتيلد أوليفييه على موقع ألو سيني (الفرنسية)
- ماتيلد أوليفييه على موقع قاعدة بيانات الفيلم (الإنجليزية)

صفحتها على IMDb.